# Anoectomychus
Anoectomychus là một chi bướm đêm thuộc họ Geometridae.

## Các loài
- Anoectomychus pudens (Swinhoe, 1904)